# Daniel Brückner
Daniel Brückner (* 14. Februar 1981 in Rostock) ist ein deutscher Fußballspieler mit algerischen Wurzeln, der seit Ende Juli 2018 beim Niendorfer TSV unter Vertrag steht.

## Karriere
Geboren wurde Daniel Brückner in Rostock. Als er vier Jahre alt war, ging seine Familie für ein Jahr in die Heimat seines Vaters nach Algerien und ließ sich ein Jahr später in Hamburg nieder. Dort kam er auch bei einem lokalen Verein zum Fußball.
Es folgte eine problematische Jugend. Er flog von der Schule, aus dem Verein, verkrachte sich mit seiner Mutter und lebte schließlich einige Zeit bei seiner Schwester. Erst über den Fußball ging es wieder aufwärts. Er kam beim Hamburg-Eimsbütteler BC unter, wo er bis 2004 spielte. Dann holte ihn der Coach Thomas Wolter, der auch bei Eimsbüttel groß geworden war, zu den Amateuren von Werder Bremen, wo er sofort Stammspieler war. Es folgten zwei Regionalligajahre bei den Hansestädtern und zwei weitere Jahre beim Ligakonkurrenten FC Rot-Weiß Erfurt.
Nach dem Auslaufen seines Vertrags bei den Erfurtern, die sich für die neu geschaffene 3. Liga qualifizieren konnten, unterschrieb Daniel Brückner zunächst einen Vertrag beim Zweitligaabsteiger SC Paderborn 07, bekam dann aber ein Angebot vom Zweitligisten SpVgg Greuther Fürth. Nachdem die Streitigkeiten um eine Ausstiegsklausel mit den Paderbornern geklärt waren, wechselte er zu den Franken, bei denen er einen bis 2011 gültigen Vertrag erhielt. Allerdings kehrte Brückner schon in der Winterpause der Saison 2008/09 zurück nach Paderborn, da er in Fürth in der Hinrunde nur siebenmal zum Einsatz kam, und er sich in der Domstadt mehr Einsätze erhoffte. In Paderborn trainierte Brückner wieder unter Pawel Dotschew, unter dem er schon in Erfurt spielte.
Nach einer erfolgreichen Saison 2009/10, die der SC Paderborn 07 auf dem fünften Tabellenplatz beendete, wurde Brückner nicht nur vom Fachmagazin “Kicker” für die Elf des Jahres nominiert, sondern auch von den Paderborner Fans per Telefonwahl zum Spieler der Saison gewählt. In der Saison 2013/14 absolvierte er 21 Zweitligaspiele und hatte damit Anteil am erstmaligen Aufstieg seines Vereins in die Bundesliga 2014, in der er am 24. August 2014 (1. Spieltag), beim 2:2 im Heimspiel gegen den 1. FSV Mainz 05, sein Debüt gab.
Nach dem 18. Spieltag der Saison 2015/16 wurde Brückner von Trainer Stefan Effenberg gemeinsam mit Srđan Lakić und Mahir Sağlık suspendiert. Am 27. Januar 2016 löste er seinen Vertrag auf und kehrte zwei Tage später zum Drittligisten FC Rot-Weiß Erfurt zurück, bei dem er einen Vertrag bis zum 30. Juni 2017 erhielt.

## Erfolge
- Thüringer Landespokalsieger: 2017 mit dem FC Rot-Weiß Erfurt

## Nationalmannschaft
Aufgrund seiner Abstammung hat Brückner auch das Anrecht auf einen algerischen Pass und die Möglichkeit, für die algerische Nationalmannschaft zu spielen.